# Fenestrulina incompta
Fenestrulina incompta är en mossdjursart som beskrevs av Gordon 1984. Fenestrulina incompta ingår i släktet Fenestrulina och familjen Microporellidae. Inga underarter finns listade i Catalogue of Life.